# Zweifarben-Putzerlippfisch
Der Zweifarben-Putzerlippfisch (Labroides bicolor) ist ein Putzerlippfisch, welcher im Indopazifik, Indischen Ozean und Pazifik vorkommt.

## Merkmale

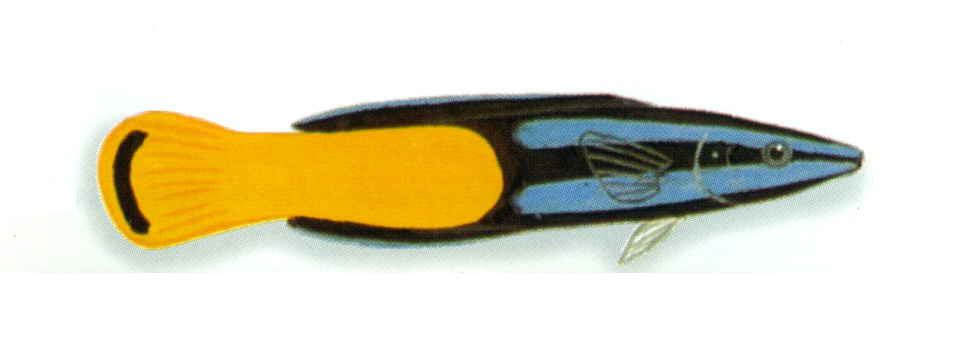
Schematische Darstellung von Labroides bicolor.

Die Fische sind schlank und werden bis zu 14 cm lang. Die Rücken- und Bauchflossen sind sehr lang mit bis zu 20 (9+11) Strahlen. Die Tiere weisen je nach Alter und Geschlecht wechselnde Färbungen auf.
Während die IUCN sagt, sowohl Männchen, als auch Weibchen morphologisch gleich sind und dieselben Farbmuster aufweisen, behaupten andere Quellen, dass die Männchen eine schwarze Grundfarbe aufweisen und auf dem Rücken heller sind, während Weibchen grau mit schwarz sind und die Jungtiere gelb und schwarz.

## Verbreitung
Die Art ist weit verbreitet, unter anderem an den Küsten von Amerikanisch-Samoa, Australien, Britisches Territorium im Indischen Ozean, China, Christmas Island, Kokosinseln, Komoren, Cookinseln, Fidschi, Französisch-Polynesien, Guam, Indien, Indonesien, Japan, Kenia, Kiribati, Madagaskar, Malaysia, Malediven, Marshallinseln, Mauritius, Mayotte, Mikronesien, Mosambik, Myanmar, Nauru, Neukaledonien, Niue, Nördliche Marianen, Oman, Palau, Papua-Neuguinea, Philippinen, Réunion, Samoa, Seychellen, Singapur, Salomonen, Somalia, Südafrika, Taiwan, Tansania, Thailand, Tokelau, Tonga, Tuvalu, United States Minor Outlying Islands, Vanuatu, Vietnam, Wallis und Futuna und Jemen.
Aufgrund der weiten Verbreitung lässt sich die Population nur schwer abschätzen, aber die Art gilt als relativ häufig.

## Lebensraum und Ökologie

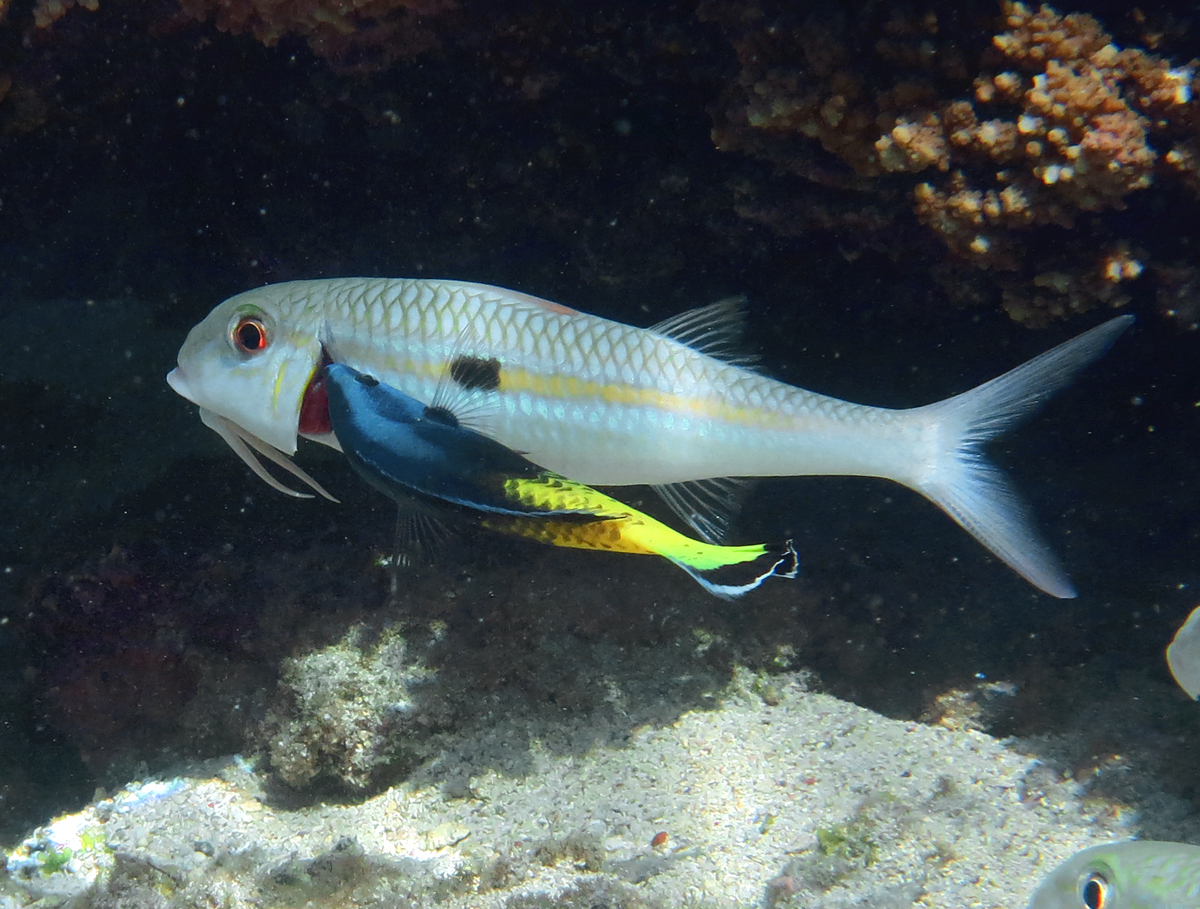
Labroides bicolor bei der Reinigung von Mulloidichthys flavolineatus

Die Tiere kommen in reichhaltigen Korallengebieten vor, vom Gezeitenriff bis hin zu tieferen Lagunen und seewärtigen Riffen und einer Tiefe von 40 Metern. Im Gegensatz zu anderen Putzer-Lippfischen deckt dieser Fisch größere Flächen zum Putzen ab und reinigt tagsüber. Er ernährt sich sowohl einzeln als auch in Gruppen von Fischschleim und Krustentier-Ektoparasiten wie den Gnathiidae (parasitische Meerasseln) und es wurde eine Vielzahl von Arten beobachtet, die er säubert und mit denen er interagiert, darunter Gestreifter Doktorfisch (Ctenochaetus striatus), Goldtupfen-Doktorfisch, Papageifische und den eng verwandten Blaustreifenputzerlippfisch (Labroides dimidiatus) und reinigt auch Haie und Rochen (Grauer Riffhai, Weißspitzen-Riffhai).
Wie andere Putzerfische „tanzt“ Labroides bicolor als Form der Kommunikation und auch, um die Aggression der zu putzenden Fische zu reduzieren.

## Schutz
Von der IUCN wird die Art als „am wenigsten besorgniserregend“ eingestuft und nicht als besonders gefährdet angesehen, obwohl sie Ziel der Aquarienindustrie ist und es in einigen Teilen ihres Verbreitungsgebiets zu einer Schädigung der Korallen kommen kann. Die Art kommt in mehreren Schutzgebieten im gesamten Verbreitungsgebiet vor, es besteht jedoch Forschungsbedarf zu nachhaltigem Fang und nachhaltigem Handel sowie zu den Auswirkungen des Sammelns.
Bei Aquarienhaltung sollte das Aquarium über Sandboden, sauberes, sauerstoffreiches Wasser und Felsaufbauten mit Versteckmöglichkeiten verfügen. Das Aquarium sollte sicher abgedeckt werden. Labroides bicolor macht seinem Namen als Putzer-Lippfisch alle Ehre. Er reinigt andere Fische von Parasiten und abgestorbenen Hautschuppen. In Aquarien mit wenig Fischbesatz neigt Labroides bicolor dazu, die Fische zu „überputzen“, was zu Stress führen kann. Labroides bicolor ist, da diese Nahrung nicht ausreicht, auf zusätzliche Ersatznahrung wie Artemia und Mysis angewiesen, die normalerweise gut angenommen wird.